# Teleklagenævnet
Teleklagenævnet er en uafhængig klageinstans, der behandler klager over afgørelser truffet af IT- og Telestyrelsen, primært i sager af erhvervsretlig karakter, eksempelvis klager fra teleselskaber vedrørende samtrafikforhold.
Rådet blev nedsat i 2007 som følge af lov om konkurrence- og forbrugerforhold på telemarkedet. Nævnet består af 7 medlemmer, og dets afgørelser kan ikke indbringes for andre administrativ myndigheder, men alene for domstolene. Ministeriet for Videnskab, Teknologi og Udvikling yder sekretariatsbistand for rådet, men ministeren har ingen instruktionsbeføjelser i forbindelse med nævnets behandling og afgørelse af sagerne og det fungerer således reelt uafhængigt af ministeren.